# 1967年の日本シリーズ
1967年の日本シリーズ（1967ねんのにっぽんシリーズ、1967ねんのにほんシリーズ）は、1967年10月21日から10月28日まで行われたセ・リーグ優勝チームの読売ジャイアンツとパ・リーグ優勝チームの阪急ブレーブスによる第18回プロ野球日本選手権シリーズである。後楽園球場と阪急西宮球場で行われた。

## 試合結果
| 日付                                   | 試合   | ビジター球団（先攻） | スコア | ホーム球団（後攻） | 開催球場     |
| -------------------------------------- | ------ | -------------------- | ------ | ------------------ | ------------ |
| 10月21日（土）                         | 第1戦  | 読売ジャイアンツ     | 7 - 3  | 阪急ブレーブス     | 阪急西宮球場 |
| 10月22日（日）                         | 第2戦  | 読売ジャイアンツ     | 1 - 0  | 阪急ブレーブス     | 阪急西宮球場 |
| 10月23日（月）                         | 移動日 | 移動日               | 移動日 | 移動日             | 移動日       |
| 10月24日（火）                         | 第3戦  | 阪急ブレーブス       | 1 - 6  | 読売ジャイアンツ   | 後楽園球場   |
| 10月25日（水）                         | 第4戦  | 阪急ブレーブス       | 9 - 5  | 読売ジャイアンツ   | 後楽園球場   |
| 10月26日（木）                         | 第5戦  | 阪急ブレーブス       | 6 - 3  | 読売ジャイアンツ   | 後楽園球場   |
| 10月27日（金）                         | 移動日 | 移動日               | 移動日 | 移動日             | 移動日       |
| 10月28日（土）                         | 第6戦  | 読売ジャイアンツ     | 9 - 3  | 阪急ブレーブス     | 阪急西宮球場 |
| 優勝：読売ジャイアンツ（3年連続9回目） |        |                      |        |                    |              |

### 第1戦
10月21日　阪急西宮球場　入場者数:35455人　試合開始13:00　試合時間2時間51分
| 巨人 | 0 | 0 | 2 | 0 | 0 | 2 | 0 | 3 | 0 | 7 |
| 阪急 | 0 | 0 | 0 | 0 | 1 | 0 | 1 | 0 | 1 | 3 |

| （巨） | ○金田（1勝） - 森                 |
| （阪） | ●米田（1敗）、石井茂、大石 - 岡村 |
| 本塁打 |                                   |
| （阪） | スペンサー1号（9回、金田）        |

[審判]パ田川（球）セ富沢、パ久喜、セ田代（塁）セ岡田、パ沖（外）

公式記録関係（日本野球機構ページ）

### 第2戦
10月22日　阪急西宮球場　入場者数：37591人　試合開始13:00　試合時間3時間10分
| 巨人 | 0 | 1 | 0 | 0 | 0 | 0 | 0 | 0 | 0 | 1 |
| 阪急 | 0 | 0 | 0 | 0 | 0 | 0 | 0 | 0 | 0 | 0 |

| （巨） | ○堀内（1勝） - 森         |
| （阪） | ●足立（1敗） - 岡村、根来 |

[審判]セ岡田（球）パ沖、セ富沢、パ久喜（塁）パ道仏、セ筒井（外）
公式記録関係（日本野球機構ページ）

### 第3戦
10月24日　後楽園球場　入場者数：26739人　試合開始13:00　試合時間2時間34分
| 阪急 | 0 | 0 | 0 | 0 | 0 | 0 | 1 | 0 | 0 | 1 |
| 巨人 | 2 | 0 | 0 | 1 | 2 | 1 | 0 | 0 | X | 6 |

| （阪） | ●梶本（1敗）、大石、米田、佐々木誠 - 根来、岡村 |
| （巨） | ○城之内（1勝）、渡辺 - 森                       |
| 本塁打 |                                                 |
| （巨） | 森1号（4回、大石）王1号（5回2ラン、米田）       |

[審判]パ道仏（球）セ筒井、パ沖、セ富沢（塁）セ田代、パ田川（外）
公式記録関係（日本野球機構ページ）

### 第4戦
10月25日　後楽園球場　入場者数：29447人　試合開始13:00　2時間43分
| 阪急 | 0 | 5 | 0 | 0 | 2 | 0 | 0 | 2 | 0 | 9 |
| 巨人 | 1 | 0 | 0 | 1 | 0 | 0 | 1 | 2 | 0 | 5 |

| （阪） | ○足立（1勝1敗） - 岡村                                 |
| （巨） | ●金田（1勝1敗）、渡辺、高橋一、菅原 - 森               |
| 本塁打 |                                                        |
| （阪） | 阪本1号（2回3ラン、渡辺）、森本1号（5回2ラン、高橋一） |
| （巨） | 柴田1号（7回、足立）                                   |

[審判]セ田代（球）パ田川、セ筒井、パ沖（塁）パ久喜、セ岡田（外）
公式記録関係（日本野球機構ページ）

### 第5戦
10月26日　後楽園球場　入場者数：29654人　試合開始13:00　試合時間3時間14分
| 阪急 | 0 | 0 | 0 | 0 | 0 | 1 | 0 | 2 | 3 | 6 |
| 巨人 | 0 | 2 | 0 | 0 | 1 | 0 | 0 | 0 | 0 | 3 |

| （阪） | 米田、佐々木誠、梶本、○足立（2勝1敗） - 岡村        |
| （巨） | ●堀内（1勝1敗）、渡辺 - 森                          |
| 本塁打 |                                                     |
| （阪） | スペンサー2号（8回2ラン、堀内）                     |
| （巨） | 国松1号（2回2ラン、米田）、国松2号（5回、佐々木誠） |

[審判]パ久喜（球）セ岡田、パ田川、セ筒井（塁）セ富沢、パ道仏（外）
公式記録関係（日本野球機構ページ）

### 第6戦
10月28日　阪急西宮球場　入場者数：18601人　試合開始13:00　試合時間3時間25分
| 巨人 | 0 | 1 | 2 | 5 | 0 | 0 | 1 | 0 | 0 | 9 |
| 阪急 | 0 | 0 | 0 | 0 | 1 | 2 | 0 | 0 | 0 | 3 |

| （巨） | ○城之内（2勝）、金田 - 森                                                    |
| （阪） | 米田、●梶本（2敗）、足立、大石、佐々木誠、石井茂 - 岡村                      |
| 本塁打 |                                                                              |
| （巨） | 高倉1号（3回2ラン、梶本）、王2号（4回3ラン、足立）、長島1号（7回、佐々木誠） |
| （阪） | 岡村1号（5回、城之内）、スペンサー2号（6回2ラン、城之内）                    |

[審判]セ富沢（球）パ道仏、セ岡田、パ田川（塁）パ沖、セ田代（外）
公式記録関係（日本野球機構ページ）

## 表彰選手
- 最優秀選手賞（MVP）：森昌彦（巨人）
  - 捕手のMVP受賞は1962年の種茂雅之（東映）以来5年ぶり史上2人目、セ・リーグの捕手としては史上初
- 最優秀投手賞：城之内邦雄（巨人）
- 打撃賞：森本潔（阪急）
- 技能賞：高倉照幸（巨人）
- 優秀選手賞：ダリル・スペンサー（阪急）
- 敢闘賞：足立光宏（阪急）

## テレビ・ラジオ中継

### テレビ中継
- 第1戦:10月21日
  - 関西テレビ≪フジテレビ系列≫　解説：大下弘　ゲスト解説：鶴岡一人（南海監督）、吉田義男（阪神）
- 第2戦:10月22日
  - 関西テレビ≪フジテレビ系列≫　解説：大下弘　ゲスト解説：鶴岡一人、広岡達朗
- 第3戦:10月24日
  - 日本テレビ　解説：中上英雄　ゲスト解説：江藤愼一（中日）、張本勲（東映）
- 第4戦:10月25日
  - 日本テレビ　解説：佐々木信也　ゲスト解説：小川健太郎（中日）、稲尾和久（西鉄）
- 第5戦:10月26日
  - 日本テレビ　実況：志生野温夫　解説：岩本義行、荒巻淳　ゲスト解説：水原茂（東映監督を退任）、別当薫
  - NHK総合　実況：岡田実　解説：小西得郎
- 第6戦:10月28日
  - 関西テレビ≪フジテレビ系列≫　解説：大下弘　ゲスト解説：鶴岡一人
  - NHK総合　実況：斎藤政男　解説：松木謙治郎

※なお、第7戦は関西テレビで中継される予定だった。
関西テレビは開局以来初めて日本シリーズの放映権を獲得。1967年当時の関西テレビは阪急電鉄、または阪急グループとの関わりが強かったことから阪急東宝グループ（現：阪急阪神東宝グループ）の一員であり、西宮球場からの阪急ブレーブスの主催試合を全て自社制作で中継することができた。以降、阪急ブレーブスとして最後に出場した1984年の日本シリーズまで、ホームゲームは関西テレビが独占中継したが、一部の試合はNHK総合テレビと並列で放送した。

### ラジオ中継
- 第1戦:10月21日
  - NHKラジオ第1　解説：松木謙治郎、加藤進
  - TBSラジオ（JRN・毎日放送制作）　解説：永井正義、金田正泰　ゲスト解説：野村克也
  - 文化放送（NRN）　解説：横沢三郎、堀本律雄
  - ニッポン放送（NRN・朝日放送制作）　解説：関根潤三　ゲスト解説：皆川睦雄（南海）
  - ラジオ関東（現・ラジオ日本）　解説：広岡達朗　ゲスト：江藤愼一
- 第2戦:10月22日
  - NHKラジオ第1　解説：松木謙治郎、小西得郎
  - TBSラジオ（JRN・毎日放送制作）　解説：大島信雄　ゲスト解説：皆川睦雄
  - 文化放送（NRN）　解説：堀本律雄
  - ニッポン放送（NRN・朝日放送制作）　解説：笠原和夫、別所毅彦
  - ラジオ関東　解説：小鶴誠　ゲスト解説：江藤愼一
- 第3戦:10月24日
  - NHKラジオ第1　解説：小西得郎、加藤進
  - TBSラジオ（JRN）　解説：別所毅彦、田宮謙次郎、大和球士
  - 文化放送（NRN）　解説：堀本律雄
  - ニッポン放送（NRN）　解説：関根潤三　ゲスト解説：鶴岡一人
  - ラジオ関東　実況：島碩弥　解説：千葉茂　ゲスト解説：三原脩（大洋監督を辞して近鉄監督に就任）
- 第4戦:10月25日
  - NHKラジオ第1　実況：岡田実　解説：小西得郎、松木謙治郎
  - TBSラジオ（JRN）　解説：別所毅彦、田宮謙次郎、大和球士
  - 文化放送（NRN）　解説：堀本律雄
  - ニッポン放送（NRN）　解説：関根潤三　ゲスト解説：鶴岡一人
  - ラジオ関東　実況：島碩弥　解説：広岡達朗　ゲスト解説：水原茂
- 第5戦:10月26日
  - NHKラジオ第1　実況：羽佐間正雄　解説：松木謙治郎、加藤進
  - TBSラジオ（JRN）　解説：別所毅彦、田宮謙次郎、大和球士
  - 文化放送（NRN）　解説：堀本律雄
  - ニッポン放送（NRN）　解説：関根潤三　ゲスト解説：鶴岡一人
  - ラジオ関東　実況：島碩弥　解説：広岡達朗　ゲスト解説：近藤和彦（大洋）
- 第6戦:10月28日
  - NHKラジオ第1　解説：小西得郎、加藤進
  - TBSラジオ（JRN・毎日放送制作）　解説：金田正泰、永井正義
  - 文化放送（NRN）　実況：土井恵　解説：堀本律雄
  - ニッポン放送（NRN・朝日放送制作）　解説：関根潤三　ゲスト解説：笠原和夫
  - ラジオ関東　解説：広岡達朗　ゲスト解説：皆川睦雄